# Nikolai Andrejewitsch Lebedew
Nikolai Andrejewitsch Lebedew, russisch Николай Андреевич Лебедев, englische Transkription Nikolai Andreevich Lebedev, (* 8. August 1919; † 8. Januar 1982) war ein russischer Mathematiker, der sich mit geometrischer Funktionentheorie befasste.

## Leben
Lebedew war ein Schüler von Gennadi Michailowitsch Golusin an der Universität Leningrad. Er wurde dort 1955  habilitiert (russischer Doktortitel). mit der Arbeit Einige Abschätzungen und Extremalprobleme bei konformen Abbildungen. 1957 wurde er zum Professor ernannt. Golusin begründete das international bekannte Seminar über geometrische Funktionentheorie, dessen Leitung Lebedew nach dem Tod von Golusin 1952 bis zu seinem eigenen Tod 1982 hatte.
Die Lösung der Bieberbach-Vermutung durch Louis de Branges (dessen Beweis sich 1984 erst durchsetzte, nachdem er in Leningrad auf Gültigkeit untersucht und vereinfacht wurde) beruhte auf Vorarbeiten der Leningrader Schule (von Lebedew und Isaak Moissejewitsch Milin, Lebedew-Milin-Ungleichungen von 1965, Milin - Funktionale von 1971).

## Schriften
- Integration auf Mannigfaltigkeiten (russisch), Leningrad 1983
- mit Wladimir Iwanowitsch Smirnow: Functions of a complex variable. Constructive theory, London: Iliffe Books 1968